# Spilosoma frontalis
Spilosoma frontalis là một loài bướm đêm thuộc phân họ Arctiinae, họ Erebidae.